# Capsala martinieri
Capsala martinieri är en plattmaskart. Capsala martinieri ingår i släktet Capsala och familjen Capsalidae. Inga underarter finns listade i Catalogue of Life.